# 6 Hours of Spa-Francorchamps 2018

Tor Circuit de Spa-Francorchamps

6 Hours of Spa-Francorchamps 2018 (Total 6 Hours of Spa-Francorchamps 2018) – długodystansowy wyścig samochodowy, który odbył się 5 maja 2018 roku. Był on pierwszą rundą sezonu 2018/2019 serii FIA World Endurance Championship.

## Harmonogram
| Dzień            | Godzina | Sesja                             | Długość  |
| ---------------- | ------- | --------------------------------- | -------- |
| Czwartek, 3 maja | 12:00   | Pierwsza sesja treningowa         | 90 minut |
| Czwartek, 3 maja | 16:25   | Druga sesja treningowa            | 90 minut |
| Piątek, 4 maja   | 11:00   | Trzecia sesja treningowa          | 60 minut |
| Piątek, 4 maja   | 15:00   | Kwalifikacje LMGTE Pro i LMGTE Am | 25 minut |
| Piątek, 4 maja   | 15:35   | Kwalifikacje LMP1 i LMP2          | 25 minut |
| Sobota, 5 maja   | 13:30   | Wyścig                            | 6 godzin |
| Źródło           |         |                                   |          |

## Sesje treningowe
| Klasa          | Zespół                        | Samochód            | Czas           | Okr.           |
| Sesja pierwsza | Sesja pierwsza                | Sesja pierwsza      | Sesja pierwsza | Sesja pierwsza |
| -------------- | ----------------------------- | ------------------- | -------------- | -------------- |
| LMP1           | #8 Toyota Gazoo Racing        | Toyota TS050 Hybrid | 1:58,392       | 35             |
| LMP2           | #31 DragonSpeed               | Oreca 07            | 2:03,494       | 28             |
| LMGTE Pro      | #67 Ford Chip Ganassi Team UK | Ford GT             | 2:15,014       | 30             |
| LMGTE Am       | #88 Dempsey - Proton Racing   | Porsche 911 RSR     | 2:16,601       | 32             |
| Sesja druga    |                               |                     |                |                |
| LMP1           | #7 Toyota Gazoo Racing        | Toyota TS050 Hybrid | 1:56,172       | 29             |
| LMP2           | #31 DragonSpeed               | Oreca 07            | 2:02,991       | 31             |
| LMGTE Pro      | #66 Ford Chip Ganassi Team UK | Ford GT             | 2:13,733       | 16             |
| LMGTE Am       | #86 Gulf Racing               | Porsche 911 RSR     | 2:16,113       | 26             |
| Sesja trzecia  |                               |                     |                |                |
| LMP1           | #1 Rebellion Racing           | Rebellion R13       | 1:57,120       | 24             |
| LMP2           | #31 DragonSpeed               | Oreca 07            | 2:02,281       | 25             |
| LMGTE Pro      | #67 Ford Chip Ganassi Team UK | Ford GT             | 2:13,693       | 21             |
| LMGTE Am       | #77 Dempsey - Proton Racing   | Porsche 911 RSR     | 2:15,410       | 15             |

## Kwalifikacje
Pole position w każdej kategorii oznaczone jest pogrubieniem.
| Poz.   | Klasa     | Zespół                        | Średnia  | Strata  | Poz. s. |
| ------ | --------- | ----------------------------- | -------- | ------- | ------- |
| 1      | LMP1      | #8 Toyota Gazoo Racing        | 1:54,962 | —       | 1       |
| 2      | LMP1      | #1 Rebellion Racing           | 1:56,425 | +1,463  | 2       |
| 3      | LMP1      | #3 Rebellion Racing           | 1:56,992 | +2,030  | 3       |
| 4      | LMP1      | #11 SMP Racing                | 1:58,247 | +3,285  | 4       |
| 5      | LMP1      | #4 ByKolles Racing Team       | 1:58,697 | +3,735  | 5       |
| 6      | LMP2      | #36 Signatech Alpine Matmut   | 2:02,405 | +7,443  | 6       |
| 7      | LMP2      | #26 G-Drive Racing            | 2:02,429 | +7,467  | 7       |
| 8      | LMP2      | #38 Jackie Chan DC Racing     | 2:02,824 | +7,862  | 8       |
| 9      | LMP2      | #37 Jackie Chan DC Racing     | 2:03,023 | +8,061  | 9       |
| 10     | LMP2      | #31 DragonSpeed               | 2:03,420 | +8,458  | 10      |
| 11     | LMP2      | #28 TDS Racing                | 2:04,703 | +9,741  | 11      |
| 12     | LMP2      | #29 Racing Team Nederland     | 2:05,502 | +10,540 | 12      |
| 13     | LMP2      | #50 Larbre Compétition        | 2:05,739 | +10,777 | 13      |
| 14     | LMGTE Pro | #67 Ford Chip Ganassi Team UK | 2:12,947 | +17,985 | 14      |
| 15     | LMGTE Pro | #66 Ford Chip Ganassi Team UK | 2:13,030 | +18,068 | 15      |
| 16     | LMGTE Pro | #91 Porsche GT Team           | 2:13,034 | +18,072 | 16      |
| 17     | LMGTE Pro | #92 Porsche GT Team           | 2:13,352 | +18,390 | 17      |
| 18     | LMGTE Pro | #82 BMW Team MTEK             | 2:14,017 | +19,055 | 18      |
| 19     | LMGTE Pro | #51 AF Corse                  | 2:14,385 | +19,423 | 19      |
| 20     | LMGTE Pro | #71 AF Corse                  | 2:15,104 | +20,142 | 20      |
| 21     | LMGTE Pro | #97 Aston Martin Racing       | 2:15,127 | +20,165 | 21      |
| 22     | LMGTE Pro | #81 BMW Team MTEK             | 2:15,142 | +20,180 | 22      |
| 23     | LMGTE Pro | #95 Aston Martin Racing       | 2:16,004 | +21,042 | 23      |
| 24     | LMGTE Am  | #77 Dempsey - Proton Racing   | 2:16,357 | +21,395 | 24      |
| 25     | LMGTE Am  | #98 Aston Martin Racing       | 2:16,359 | +21,397 | 25      |
| 26     | LMGTE Am  | #56 Team Project 1            | 2:16,637 | +21,675 | 26      |
| 27     | LMGTE Am  | #88 Dempsey - Proton Racing   | 2:16,768 | +21,806 | 27      |
| 28     | LMGTE Am  | #90 TF Sport                  | 2:17,627 | +22,665 | 28      |
| 29     | LMGTE Am  | #70 MR Racing                 | 2:18,512 | +23,550 | 29      |
| 30     | LMGTE Am  | #54 Spirit of Race            | 2:18,917 | +23,955 | 30      |
| 31     | LMGTE Am  | #61 Clearwater Racing         | 2:19,445 | +24,483 | 31      |
| 32     | LMP1      | #10 DragonSpeed               | 1:59,158 | +4,196  | WYC     |
| 33     | LMGTE Am  | #86 Gulf Racing               | 2:15,332 | +20,370 | 32      |
| 34     | LMP1      | #17 SMP Racing                | —        | —       | 33      |
| 35     | LMP1      | #5 CEFC TRSM Racing           | —        | —       | WYC     |
| 36     | LMP1      | #6 CEFC TRSM Racing           | —        | —       | WYC     |
| 37     | LMP1      | #7 Toyota Gazoo Racing        | —        | —       | Pitlane |
| Źródła |           |                               |          |         |         |

## Wyścig

### Wyniki
Minimum do bycia sklasyfikowanym (70 procent dystansu pokonanego przez zwycięzców wyścigu) wyniosło 114 okrążeń. Zwycięzcy klas są oznaczeni pogrubieniem.
| Poz.              | Klasa     | Zespół                        | Kierowcy                                                | Samochód                 | Opony | Okr. | Czas/Strata   |
| ----------------- | --------- | ----------------------------- | ------------------------------------------------------- | ------------------------ | ----- | ---- | ------------- |
| 1                 | LMP1      | #8 Toyota Gazoo Racing        | Sébastien Buemi Kazuki Nakajima Fernando Alonso         | Toyota TS050 Hybrid      | M     | 163  | 6:00:50,702   |
| 2                 | LMP1      | #7 Toyota Gazoo Racing        | Mike Conway Kamui Kobayashi José María López            | Toyota TS050 Hybrid      | M     | 163  | +1,444        |
| 3                 | LMP1      | #3 Rebellion Racing           | Mathias Beche Thomas Laurent Gustavo Menezes            | Rebellion R13            | M     | 161  | +2 okrążenia  |
| 4                 | LMP1      | #4 ByKolles Racing Team       | Oliver Webb Dominik Kraihamer Tom Dillmann              | ENSO CLM P1/01 - Nismo   | M     | 158  | +5 okrążeń    |
| 5                 | LMP1      | #11 SMP Racing                | Michaił Aloszyn Witalij Pietrow                         | BR Engineering BR1 - AER | M     | 158  | +5 okrążeń    |
| 6                 | LMP2      | #26 G-Drive Racing            | Roman Rusinow Jean-Éric Vergne Andrea Pizzitola         | Oreca 07                 | D     | 156  | +7 okrążeń    |
| 7                 | LMP2      | #38 Jackie Chan DC Racing     | Ho-Pin Tung Gabriel Aubry Stéphane Richelmi             | Oreca 07                 | D     | 156  | +7 okrążeń    |
| 8                 | LMP2      | #36 Signatech Alpine Matmut   | Nicolas Lapierre André Negrão Pierre Thiriet            | Alpine A470              | D     | 156  | +7 okrążeń    |
| 9                 | LMP2      | #37 Jackie Chan DC Racing     | Jazeman Jaafar Weiron Tan Nabil Jeffri                  | Oreca 07                 | D     | 155  | +8 okrążeń    |
| 10                | LMP2      | #28 TDS Racing                | François Perrodo Matthieu Vaxivière Loïc Duval          | Oreca 07                 | D     | 155  | +8 okrążeń    |
| 11                | LMP2      | #31 DragonSpeed               | Roberto González Pastor Maldonado Nathanaël Berthon     | Oreca 07                 | M     | 155  | +8 okrążeń    |
| 12                | LMP2      | #50 Larbre Compétition        | Erwin Creed Romano Ricci Julien Canal                   | Ligier JS P217           | M     | 152  | +11 okrążeń   |
| 13                | LMGTE Pro | #66 Ford Chip Ganassi Team UK | Stefan Mücke Olivier Pla Billy Johnson                  | Ford GT                  | M     | 148  | +15 okrążeń   |
| 14                | LMGTE Pro | #92 Porsche GT Team           | Michael Christensen Kévin Estre                         | Porsche 911 RSR          | M     | 148  | +15 okrążeń   |
| 15                | LMGTE Pro | #71 AF Corse                  | Davide Rigon Sam Bird                                   | Ferrari 488 GTE Evo      | M     | 147  | +16 okrążeń   |
| 16                | LMGTE Pro | #91 Porsche GT Team           | Richard Lietz Gianmaria Bruni                           | Porsche 911 RSR          | M     | 147  | +16 okrążeń   |
| 17                | LMGTE Pro | #82 BMW Team MTEK             | Tom Blomqvist António Félix da Costa                    | BMW M8 GTE               | M     | 146  | +17 okrążeń   |
| 18                | LMGTE Pro | #97 Aston Martin Racing       | Alexander Lynn Maxime Martin Jonathan Adam              | Aston Martin Vantage AMR | M     | 146  | +17 okrążeń   |
| 19                | LMGTE Pro | #95 Aston Martin Racing       | Marco Sørensen Nicki Thiim Darren Turner                | Aston Martin Vantage AMR | M     | 146  | +17 okrążeń   |
| 20                | LMGTE Pro | #81 BMW Team MTEK             | Martin Tomczyk Nicky Catsburg                           | BMW M8 GTE               | M     | 145  | +18 okrążeń   |
| 21                | LMGTE Am  | #98 Aston Martin Racing       | Paul Dalla Lana Pedro Lamy Mathias Lauda                | Aston Martin Vantage GTE | M     | 144  | +19 okrążeń   |
| 22                | LMGTE Am  | #90 TF Sport                  | Salih Yoluç Euan Hankey Charlie Eastwood                | Aston Martin Vantage GTE | M     | 144  | +19 okrążeń   |
| 23                | LMGTE Am  | #61 Clearwater Racing         | Weng Sun Mok Keita Sawa Matthew Griffin                 | Ferrari F488 GTE         | M     | 143  | +20 okrążeń   |
| 24                | LMGTE Am  | #77 Dempsey - Proton Racing   | Christian Ried Julien Andlauer Matt Campbell            | Porsche 911 RSR          | M     | 142  | +21 okrążeń   |
| 25                | LMGTE Am  | #70 MR Racing                 | Motoaki Ishikawa Olivier Beretta Eddie Cheever III      | Ferrari F488 GTE         | M     | 142  | +21 okrążeń   |
| 26                | LMGTE Am  | #88 Dempsey - Proton Racing   | Chalid al-Kubajsi Giorgio Roda Matteo Cairoli           | Porsche 911 RSR          | M     | 141  | +22 okrążenia |
| 27                | LMGTE Pro | #51 AF Corse                  | Alessandro Pier Guidi James Calado                      | Ferrari 488 GTE Evo      | M     | 139  | +24 okrążenia |
| 28                | LMP2      | #29 Racing Team Nederland     | Frits van Eerd Giedo van der Garde Jan Lammers          | Dallara P217             | M     | 139  | +24 okrążenia |
| 29                | LMGTE Am  | #86 Gulf Racing               | Michael Wainwright Benjamin Barker Alex Davison         | Porsche 911 RSR          | M     | 137  | +26 okrążeń   |
| 30                | LMGTE Am  | #54 Spirit of Race            | Thomas Flohr Francesco Castellacci Giancarlo Fisichella | Ferrari F488 GTE         | M     | 136  | +27 okrążeń   |
| 31                | LMGTE Am  | #56 Team Project 1            | Jörg Bergmeister Patrick Lindsey Egidio Perfetti        | Porsche 911 RSR          | M     | 131  | +32 okrążenia |
| Niesklasyfikowani |           |                               |                                                         |                          |       |      |               |
|                   | LMP1      | #17 SMP Racing                | Stéphane Sarrazin Jegor Orudżew Matewos Isaakian        | BR Engineering BR1 - AER | M     | 132  |               |
|                   | LMGTE Pro | #67 Ford Chip Ganassi Team UK | Andy Priaulx Harry Tincknell Tony Kanaan                | Ford GT                  | M     | 26   |               |
| Zdyskwalifikowani |           |                               |                                                         |                          |       |      |               |
| [ e ]             | LMP1      | #1 Rebellion Racing           | Neel Jani André Lotterer Bruno Senna                    | Rebellion R13            | M     | 161  |               |

### Statystyki

#### Najszybsze okrążenie
| Klasa     | Kierowca           | Zespół                      | Czas     | Okr. |
| --------- | ------------------ | --------------------------- | -------- | ---- |
| LMP1      | Mike Conway        | #7 Toyota Gazoo Racing      | 1:57,442 | 7    |
| LMP2      | Matthieu Vaxivière | #28 TDS Racing              | 2:05,324 | 71   |
| LMGTE Pro | Gianmaria Bruni    | #91 Porsche GT Team         | 2:15,667 | 52   |
| LMGTE Am  | Matteo Cairoli     | #88 Dempsey - Proton Racing | 2:17,069 | 122  |
| Źródło    |                    |                             |          |      |